# Demetra
Demetra (greacă: Δημήτηρ) era în mitologia greacă zeița agriculturii, fiind adesea reprezentată cu grâne sau o torță, printre altele. Semnificația numelui acesteia pare să se tragă dintr-un cuvânt pentru „mamă”, dar orice altă semnificație este disputată. Se presupune că aceasta a fost venerată încă din 1200-1400 î.Hr. În alte reprezentări este venerată ca Demetra Thesmosforia „cea care dă legi” și în conjuncție cu fiica ei, Persefona, are un rol matern.
Demetra este o zeitate importanta, a avut un cult semnificativ în Grecia antică; efectiv, legendele Demetrei și lăcașele sale de cult erau răspândite prin toată civilizația elenistică (vezi secțiunea Răspândire geografică) evoluând într-un personaj complex în percepția elenistică, după cum reiese din lista epitetelor asociate acesteia. Totuși, rolul ei în mitologie este secundar. Este fiica lui Cronos și a Rheei; face parte din cea de a doua generație divină, cea a zeilor olimpieni. Cel mai cunoscut mit al acesteia este răpirea fiicei ei și a lui Zeus, Persefona, de către Hades, fratele Demetrei, zeul lumii morților.   Acest mit oferă o explicație mitologică pentru anotimpuri și stă la baza sărbătorii principale a Demetrei, numită Misterele din Eleusis.
În artă și ficțiune, Demetra a apărut adesea relativ la episodul răpirii Persefonei pe vase de ceramică și în pictură. În ultimul secol, a apărut în benzi desenate Marvel și DC Comics, cărți și filme, precum seriile Percy Jackson și Olimpienii și Eroii Olimpului de Rick Riordan. Printre alte lucruri asociate cu zeița se află asteroidul 1108 Demeter, organizația de certificare a agriculturii biodinamice Demeter și legea vizualizării cuplajelor în informatică.
În mitologia romană Demetra este asociată cu Ceres.

## Etimologie

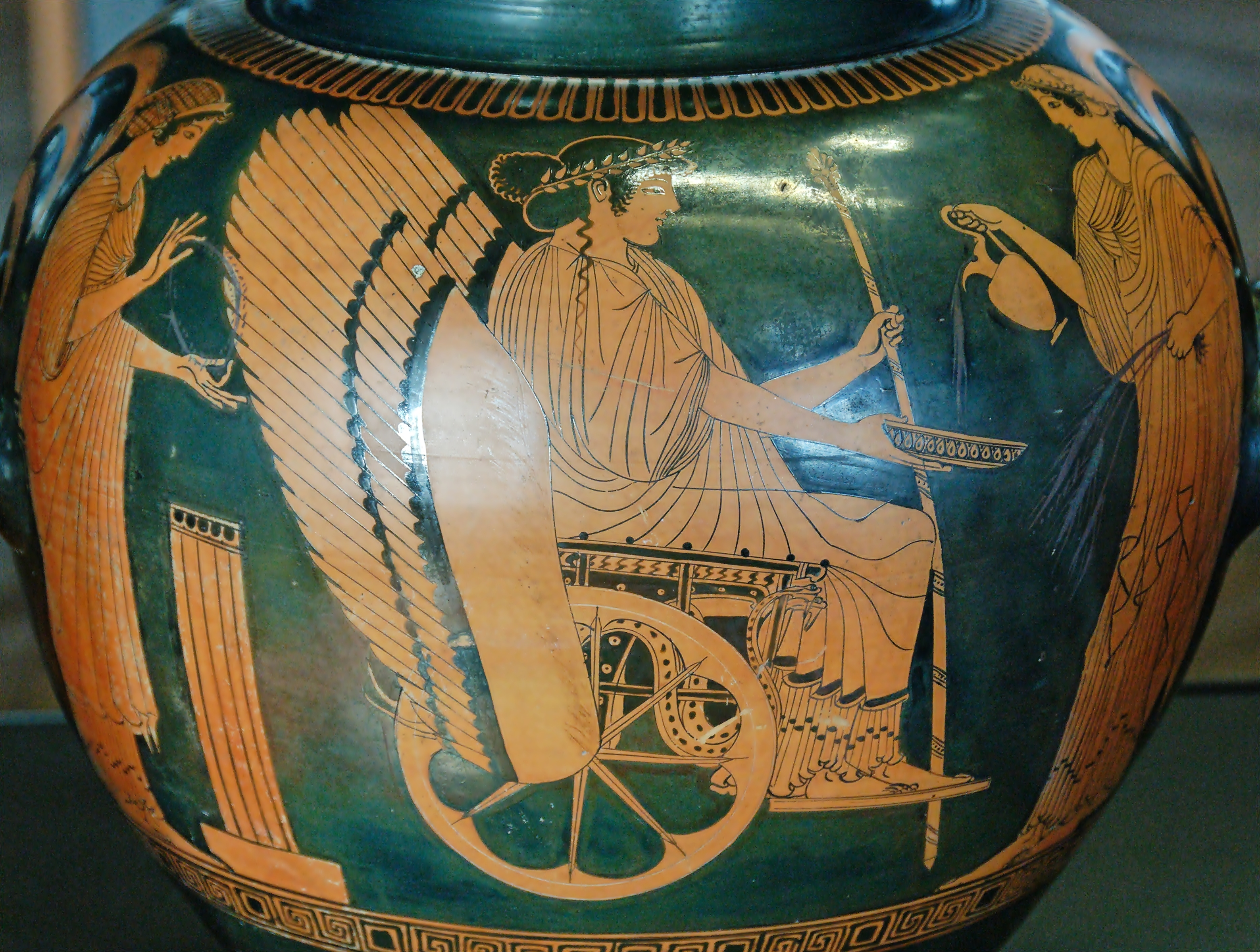
Demetra pictatǎ pe un vas de ceramică care datează din anul 480 î.Chr., Muzeul Luvru

Demetra, apărând ca Demeter, sau "Damater" în dialecte dorice și eolice, are o etimologie incertă. E posibil ca numele zeiței să se tragă din meter (μήτηρ) derivat din cuvântul Proto-Indo-European *méh₂tēr („mamă”), iar prima parte a numelui ei, Da (Δᾶ), care a devenit Ge (Γῆ) în Atica să fie forma dorică a lui De (Δῆ) „pământ”, numele vechi al zeității htonice a pământului, ceea ce ar face-o pe Demeter „Mama-Pământ”. Walter Burkert, recunoscut pe plan mondial pentru contribuțiile sale la studiul mitologiei grecești, susține sensul de „mamă”, dar contestă restul pe baze lingvistice și materiale, Demetra reprezentând ceva mai complex decât Pământul în sine. John Chadwick, faimos pentru descifrarea linearului B, contrazice de asemenea această etimologie, acesta argumentând că oricărui grec de rând i s-ar fi părut mult mai natural să denatureze numele în *Gāmātēr, argumentând că un cuvânt neînțeles este prompt deformat.
Da (Δᾶ) ar putea, pe de altă parte să fie legat de Deo, un epitet al zeiței, probabil derivat din cuvântul cretan dea (δηά), și cuvântul Ionic zeia (ζειά), ambele făcând referire la grâne, ceea ce ar face numele Demetrei să însemne „mama dătătoare de grâne”. O interpretare asemănătoare apare în dialogul socratic Cratil de Platon, în care Socrate afirmă că numele acesteia s-ar trage din „darul hranei pe care o[sic!] dă ca o mamă”
Martin Litchfield West a propus că  Demetra, numită inițial Damater, ar putea fi Damatura, o zeitate iliră împrumută. Numele ei  cuprinde   forma dā- („pământ”, din  limba indo-europeană * dʰǵʰ (e) m -) , cu  -matura („mamă”) atașată , asemănătoare  numelui zeului iliric Dei-paturos (dei-, „cer”, atașat de -paturos, „tată”). Forma  Dō- poate reflecta pur și simplu o pronunție dialectală diferită a numelui non-grecesc.   Elementul De- poate fi, de asemenea, conectat cu Deo, un epitet al lui Demetra  ce ar putea deriva din cuvântul cretan dea (δηά), zeia ionică (ζειά) - identificat  cu emmer, care semnifică secară sau   grâul cojit . Astfel, zeiței i se atestă statutul de  Mama dătătoarea de hrană. Această părere este împărtășită și de savantul britanic Jane Ellen Harrison, care sugerează că numele lui Demtra înseamnă mai degrabă Mama Grâului decât Mama Pământului.  .

Wanax (wa-na-ka) a fost tovarășul ei de sex masculin (în greacă: Πάρεδρος, Paredros) în cultul micenian.  Cultul arcadian o leagă de zeul Poseidon, care probabil l-a înlocuit pe bărbatul însoțitor al Marii Zeițe; prin urmare, Demetra  poate fi legat de o  mare zeiță minoică , Cybele. 
O etimologie proto-indo-europeană alternativă vine prin Potnia și Despoina, unde Des- reprezintă un derivat al  cuvântului indo-european dem (casă, cupolă), iar Demetra  este consideratǎ „mama casei” (din indo-europeana   dems-méh₂tēr).  Robert S. P. Beekes respinge această interpretare greacă, dar nu și cea  indo-europeană.

## Caracteristici
Urme ale Demetrei și ale Persefonei au fost găsite încă din 1400-1200 î.Hr. Rădăcinile culturale ale Demetrei sunt nesigure. Pe baza epitetelor și similarităților cultelor, este asociată cu o zeitate veche maternă, precum Cybele, în mitologia romană s-a asimilat cu Ceres, iar în mitologia egipteană este câteodată asociată cu Isis (în mit, Io, găsindu-și fiul în Egipt, i-a lăsat acolo o statuie Demetrei, numită de localnici Isis).
Demetra este o zeitate a agriculturii, a fertilității și o zeitate maternă, aparținând celei de-a doua generații divine, cea a olimpienilor. Era asociată și cu legile și cu viața de apoi. Demetra este reprezentată ca o forță a naturii și, asemenea majorității divinităților grecești, are o natură duală: poate aduce și bunăstare, și năpastă. Aceasta este asociată cu fructe și legume, nu numai cu cereale. Singurele excepții erau măslinele (ale Atenei), strugurii (Dionis), rodiile (datorită Persefonei) și fasolea, care din motive necunoscute era considerată impură. Aceasta era și zeița băuturii de orz, ciceon, care era folosită în misterele eleusiene. Cu epitetul Temosforos era venerată ca zeița care instruise lumea în ceea ce privește legile și prin Mistere garanta inițiaților o viață de apoi fericită.
În religie și în mit, Demetra apare preponderent în conjuncție cu fiica sa, Persefona, cele două formând un cuplu care este apelat simplu „Zeițele” și mitul lor stă la baza riturilor inițierii din Misterele din Eleusis.

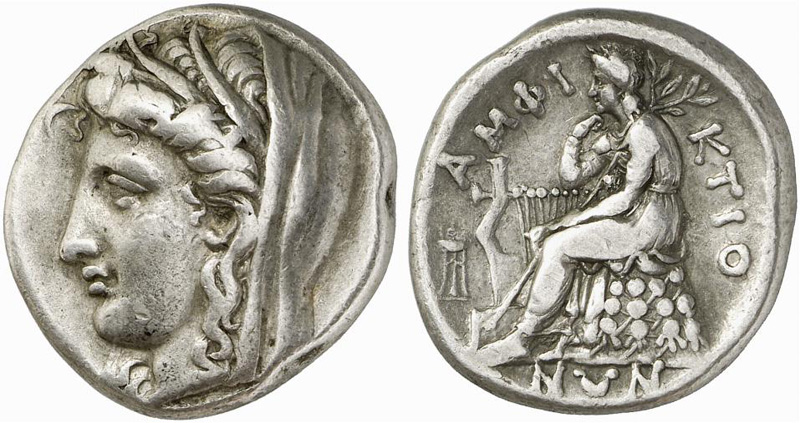
Stânga: Demetra Amfiktionis Dreapta: Apolo
Monede emise de Delfi (c. 338 î.Hr.) pentru reconstrucția templului local al lui Apolo care fusese afectat de un cutremur

### Epitete
Epitetele în mitologia greacă sunt determinante folosite pentru a evita pronunțarea numelui, precum în cazul lui Hades, pentru a poziționa geografic zeul relativ la lăcașul de cult, pentru a preciza aspectul zeului căruia i se adresează invocația, etc. De exemplu, un călător va dori să ceară ajutorul lui Poseidon Soter („salvatorul”) când este prins de o furtună pe mare, dar s-ar ruga fără rost la Poseidon Hippios („al cailor”) dacă nu are probleme cu calul său. În ceea ce privește epitetele cu rol geografic, pe moneda din imaginea de alături emisă pentru finanțarea reconstrucției oracolului din Delfi se observă inscripția Demetrei Amfiktuonis, venerată în Ftiotida în aproprierea acelui templu.
Epitetele apar des în epoca elenistică, dar sunt considerate aproape imposibil de definit și categorisit stricto sensu. Acestea diferă de asemenea în funcție de sursă, fiind rar întâlnite în narațiune, spre deosebire de poezii și cult, ultimele două grupuri de asemenea diferite între ele. Conform teoriei lui Hermann Usener, e posibil ca fiecare epitet să fi fost un zeu vechi cu o funcție simplă, asimilat ulterior în cultul divinităților vremii, numele lor devenind epitete, ceea ce ar putea explica de ce în scrieri de-a cursul istoriei unele astfel de epitete devin entități divine independente și, respectiv, numele unor entități divine ajung să fie folosite și ca epitete (Illythia, epitet al lui Artemis). Epitetele de cult mai apar și în perechi, de exemplu Athena Potnia „stăpâna Atenei”.

După cum se vede în lista de epitete de mai jos, aceste descrieri ale zeiței percepții care creează o reprezentare multifațetată a acesteia din perspectiva celor care o venerau: 

### Atribute
Casa Demetrei era pe muntele Olimp. De obicei purta o torță, o sabie sau o seceră și călătorea într-o șaretă trasă de doi șerpi zburători. Alte animale și plante sacre erau gecko, porcii, turturicile, barbunii, grâul, orzul, menta (pusă în ciceon, băutură servită în timpul Misterelor) și macul.
Demeter apare adesea alături de alte divinități, mai ales în cadrul Misterelor:
- Persefona[3]
- semizei eleusini[3]
- Hecate, zeița magiei, a treia divinitate ca importanță în Mistere, deoarece o ajută pe zeiță să o caute pe Persefona[3]
- Iacus, daimonul care conducea procesiunea[3]
- Ploutos, fiul zeiței, zeu al bunăstării, apare ținând Cornucopia[3]

## Mitologie
Demetra e fiica lui Cronos și a Rheei, al doilea copil și a doua fată. Când crescu, aceasta participă la războiul cu giganții, luptând fie cu o sabie, fie cu o torță într-o mână și o lance în cealaltă, de unde epitetul „Chrysaoros”.

### Răpirea Persefonei
Cu Zeus, Demetra a avut o fiică, pe Persefona. Aceasta crescu printre nimfe alături de celelalte fiice ale lui Zeus, Artemis și Atena. Hades, văzând-o, se îndrăgosti de ea. Vorbi cu Zeus și căzură de acord că Demetra nu-i va permite să se căsătorească cu fiica ei, așa că Hades decise s-o răpească. În timp ce culegea pe un câmp flori, pământul se deschise sub ea și înghiți pe Persefona. Se consideră în general că ar fi avut loc pe o pășune din Enna, Sicilia. În Imnurile Homerice, locația este Mysa, oraș mitic. Alte alternative sunt Eleusis, o grotă la baza muntelui Kyllini în Arcadia considerată o intrare în Infern sau în Creta lângă Cnossos.

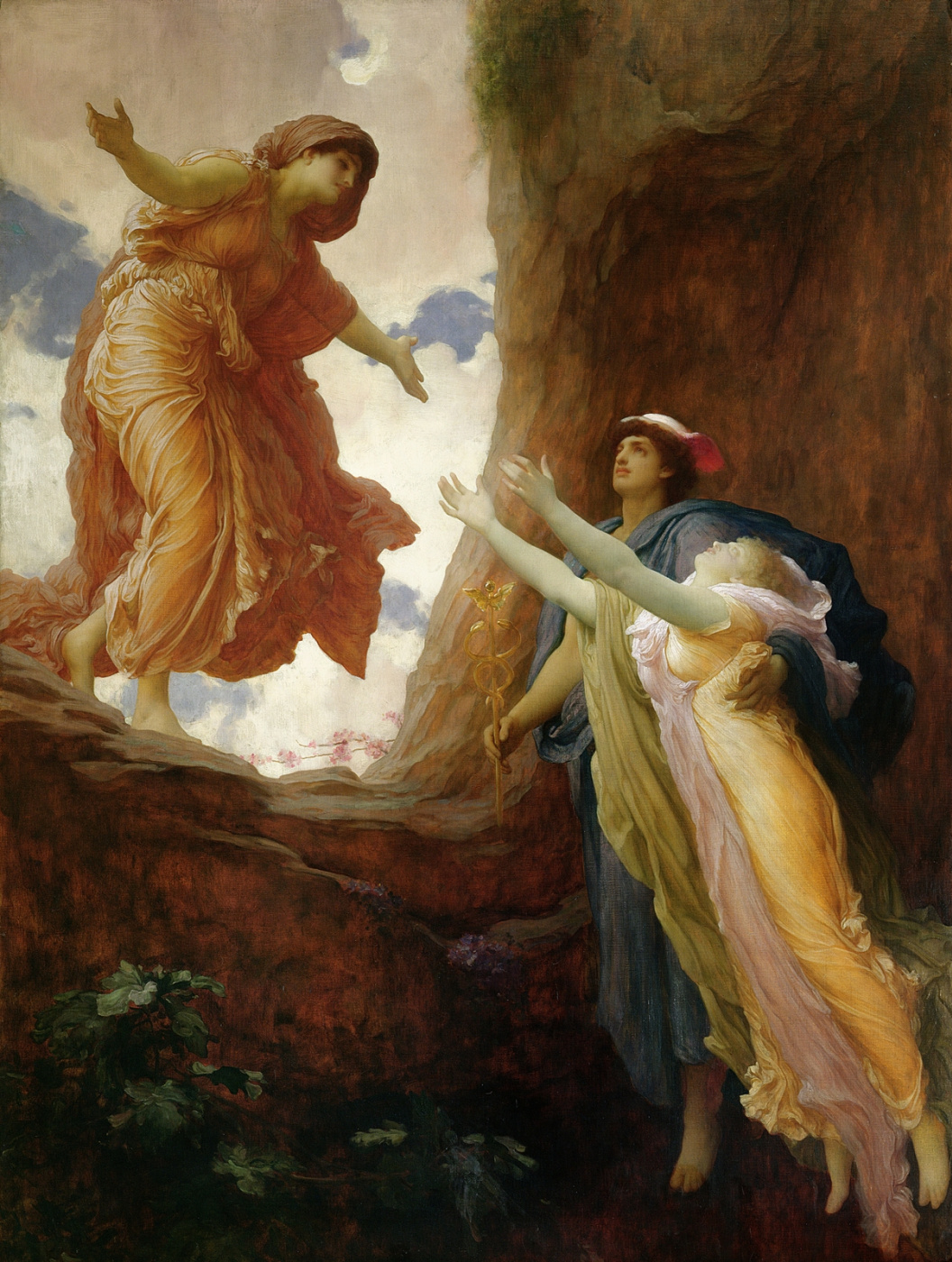
Întoarcerea Persefonei (1891) de Frederic Leighton

Demetra o auzise strigând și o căută fără succes timp de nouă zile și nouă nopți, cutreierând lumea în lung și-n lat fără oprire cu o torță arzândă în fiecare mână. În a zecea zi se întâlni cu Hecate, care auzise și ea țipătul, dar nu văzuse răpitorul, care avea capul înfășurat în umbrele nopții. Doar soarele, care vedea totul îi putu destăinui adevărul. O legendă locală spune că cetățenii din Hermiona, Argolida îi spuseră adevărul. A treia variantă susține că nereida Arethusa, un râu care trecea și pe sub pământ, o văzuse pe Persefona în Infern și, ieșind la suprafață, îi spuse Demetrei. Mâniată, Demetra părăsi Olimpul, abdicându-și funcția și jurând să nu-și reia îndatoririle divine până în ziua când îi va fi înapoiată Persefona.
Pământul nu mai rodi și holdele se uscară; Zeus îl trimise pe Hermes să o aducă înapoi pe Persefona. Dar daimonul Ascalafus o văzuse pe Persefona cum mâncase în Infern dintr-o rodie. În felul acesta ea se legase, o dată pentru totdeauna, de lumea subpământeană. Mânioasă, Demetra îl transformă pe acesta, singurul martor al sacrilegiului comis, într-o șopârlă sau într-o bufniță. Persefona trebui să rămână alături de Hades.
La insistențele Demetrei se ajunge totuși la un compromis: șase luni din an Persefona va sta alături de soțul ei în regatul subpământean și șase luni le va petrece pe pământ, lângă mama ei. Se spune că aceasta a ieșit din Infern lângă Aigialos, în Argolida. De fericire, Demetra a scutit pe oricine coboară în Infern pe acolo să mai trebuiască să plătească taxa lui Caron.
Reîntoarcerea pe pământ a Persefonei era însoțită de venirea primăverii, de renașterea naturii și de plenitudinea verii. Absența ei era marcată de ariditate, de anotimpul trist al iernii în care Demetra ducea dorul fiicei sale.

### Peregrinările Demetrei

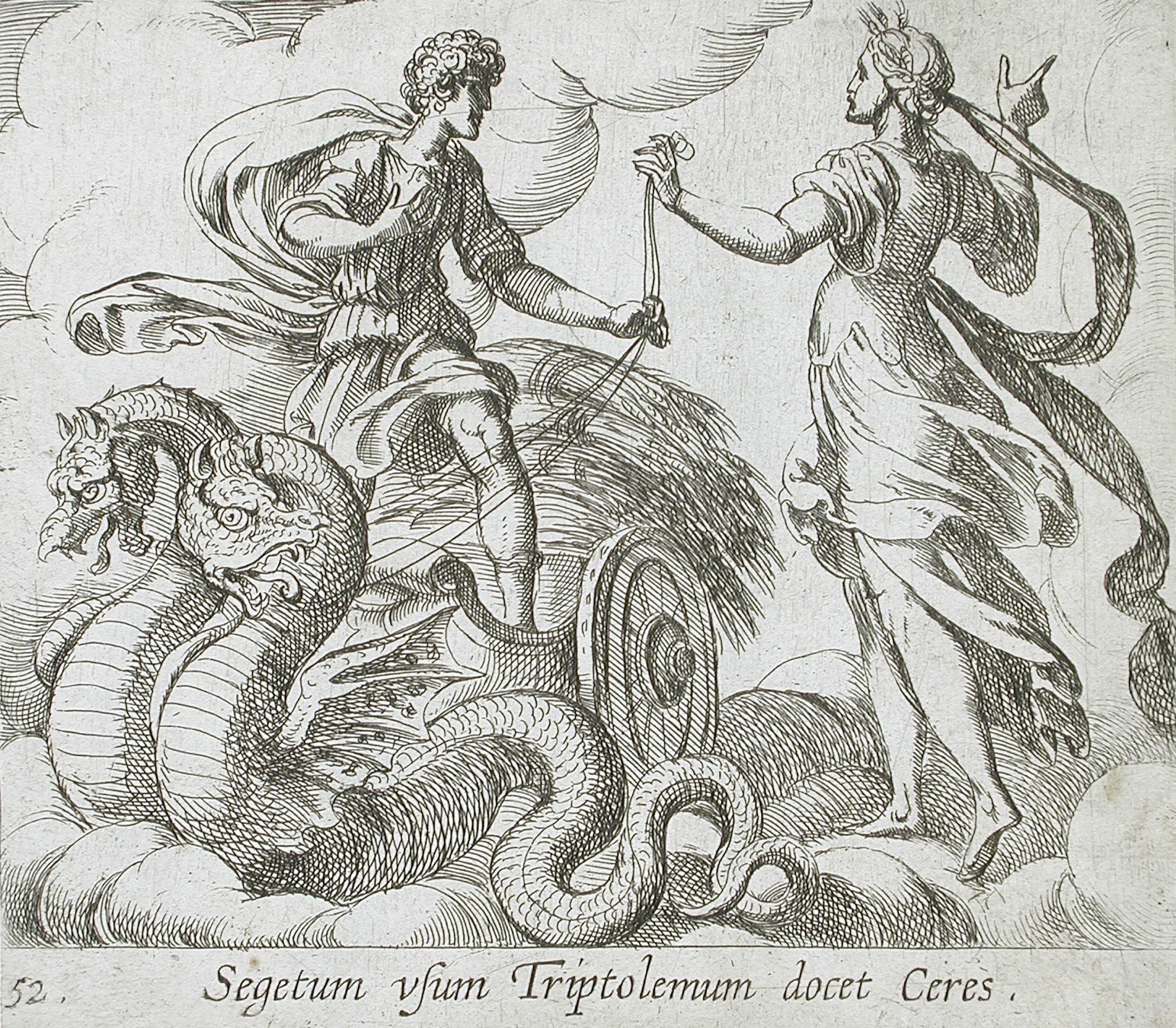
Demetra dăruindu-și carul tras de șerpi zburători lui Triptolem (c. 1606)

Demetra luă înfățișarea unei femei în vârstă și ajunse la Eleusis. Piatra pe care se așeză rămase cu numele „piatra nefericirii”. Zeița zăbovi o vreme la curtea regelui Celeos, unde fu angajată ca dădacă pentru fiul lui Demofon (în alte versiuni Triptolem). Demetra încercă să-l facă nemuritor, dar regina Metanira o întrerupse și aceasta-i arătă adevărata față. Rămase cât să-l învețe pe tânărul prinț meșteșugul agriculturii și-i dădu sarcina să călătorească și să-i învețe pe alții. În alte versiuni, eroul Triptolem este fiul lui preot argian al Demetrei, Trohilos, care fugise de frica lui Agenor din Argolida și se căsătorise cu o femeie din Eleusis. Alternativ, Demetra stătu la curtea lui Plemneus, regele Sicionei. Se spune că ar fi inventat moara.
Multe mituri fac referire la cei care o găzduiră pe Demetra. Fitalos, un bărbat din Eleusis, o găzdui pe Demetra. În schimb, aceasta-l învăță să crească smochine. Trisaules și Damithales au găzduit-o pe Demetra în Arcadia și ea i-a răsplătit dăruindu-le legumicole. În Grecia, temple au fost ridicate unde se spune că oamenii au adăpostit-o: în Argolida, Misios și Crisanthis, în Fenea, în Arcadia, Trisaules și Damithales, etc. Legendele din Hermiona, Argolida, susțin că Climenus și Htonia, copiii lui Foroneu, i-au clădit un templu în orașul Hermiona și l-au numit după fată. Altă versiune susține că Demetra nu ar fi fost bine primită de Colontas, în Argolis. Fiica sa Htonia nu a fost de acord cu tatăl ei, astfel încât, când zeița a ars orașul, a purtat-o până în orașul Hermiona, unde fata i-a clădit un templu și a pornit o sărbătoare anuală în numele ei.
- Aschelabos în Argolida a râs de zeiță că se înfruptă prea cu poftă, când aceasta se oprise să se odihnească. Demetra l-a schimbat într-un triton.[48]
- Minthe era o nimfă îndrăgostită de Hades. Când acesta a părăsit-o pentru Persefona, se lăudă că era superioară zeiței și că-i va putea câștiga inima înapoi. Demetra o preschimbă în mentă.[44]
- Sirenele erau înainte nimfe aitoliene ale Persefonei. Demetra le transformă în ființe pe jumătate păsări deoarece nu o ajutaseră să o caute pe fiica ei. În alte versiuni, schimbarea e o binecuvântare și e la cererea lor.[44]
- Aceasta se luptă cu Hefaistos pentru controlul Siciliei și cu Dionis pentru controlul Campaniei.[9]

#### Poseidon
În timp ce o căuta pe Persefona, aceasta era urmărită de Poseidon. Pentru a scăpa, se transformă în iapă, și se ascunse în grajdurile regelui Arcadian Onkios, dar zeul o găsi. Demetra dădu naștere armăsarului Areion și unei fete numită simplu „Despoina” („stăpâna”), unul dintre epitetele Demetrei. Areion a fost calul arcadianului Oncius, al lui Heracle și în final al regelui Adraste, și i-a salvat viața în campania împotriva Tebei.
De suferință din cauza Persefonei și mâniată de Poseidon, Demetra se înfășură în negru și se ascunse într-o peșteră pe muntele Elaios, aproape de Figalia, în Arcadia. Fructele începură să se piară și rasa umană murea, iar niciunul dintre zei nu o putea găsi pe Demetra. Pan o găsi, care plecase la vânătoare. Văzând-o în peșteră și cum era îmbrăcată, se duse la Zeus. Acesta trimise Moiraele să vorbească cu ea și aceasta renunță la mânie și se-ntoarse în lume.

În onoarea ei, figalienii îi făcură o statuie de lemn lângă peșteră. Nu se știe cine a făcut-o sau cum a ars, dar figalienii nu au înlocuit-o și nu i-au mai adus ofrande zeiței. La scurt timp, pământurile deveniră sterpe și aceștia întrebară pe Pithia. Aceștia o onorară pe Demetra și-l chemară pe Onatas din Egina, care-i făcu Demetrei o statuie de bronz.

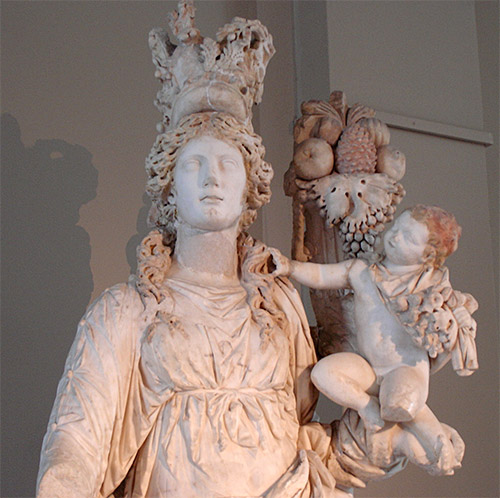
Demetra și Ploutos

### Alți consorți și copii ai Demetrei
- Gemenii Ploutos și Filomelos[49] sunt copiii lui Iasion,[53] un prinț din Samothraki sau Creta,[49] cu care aceasta s-a unit pe un câmp arat de trei ori. De gelozie, Zeus îl fulgeră pe Iasion. În unele versiuni, Demetra îl pune pe cer, alături de Triptolem, în constelația Gemenii Lui Iasion îi mai este atribuit un fiu, Coribas. Într-o variantă similară, tatăl se numește Carmanor și copiii, Euboleus și Crisothemis.[49]
  - Ploutos deveni un zeu al bogăției care binecuvânta fiecare om cu care se întâlnea.[54]
  - Filomelos nu se înțelegea niciodată cu geamănul său și era sărac, așa că inventă plugul tras de boi, trăind din ce cultiva. Demetra, impresionată de ingeniozitatea acestuia, îl puse pe cer în constelația Bouarul. Se spune că ar fi fost tatăl lui Parias, strămoșul parienilor și al orașului Parion.[55]
- Mekon a fost iubit de Demetra și transformat într-o floare de mac[49]

### Diverse
- Carnabon era un rege al geților din Tracia. Eroul Triptolem se prezentă la ușa acestuia într-un car tras de cei doi șerpi zburători ai Demetrei, venit să împărtășească meșteșugul agriculturii. Fu primit cu generozitate inițial, dar la scurt timp Carabon ucise unul dintre șerpi, ca eroul să nu poată fugi, și-l închise. Zeița a venit și l-a eliberat pe Triptolem, dându-i alt șarpe. Lui Carnabon, ca pedeapsă, zeița trimise o pereche de fiare să-l distrugă, apoi îl plasă printre stele ca Ofiucus, „Omul cu șarpele”, ca oamenii să nu uite.[44][56]
- Erisicthon, Triopas sau Aithon era numele unui rege tesalian care tăie stejarii din crângul sacru al Demetrei în care locuiau driade. Demetra porni o foamete prin țară.[44]
- Iambe era o tânără tracă fiica lui Pan și a nimfei Echo, o sclavă la curtea lui Celeos. Glumele grosolane ale fetei o făcură pe zeița cătrănită să zâmbească și, ca răsplată, aceasta o luă sub aripa ei.[57]
- Lincos, un rege în Sciția, fu transformat de Demeter în linx când încercă să-i ucidă profetul, pe Triptolem.[44]
- Pirus era un general macedonian care fu ucis în timpul unui atac asupra orașul Argos de către o femeie a arunca țigle. Moartea sa a avut loc în afara templului Demetrei, iar localnicii au susținut că a fost zeița însăși care aruncase țigla.[58]
- Plemnaios era un rege din Sikion ai cărui copii mureau după primul plânset. Zeița se transformă într-o femeie în vârstă și-i servi ca dădacă fiului acestuia, Orthopolis, protejându-l și binecuvântându-l.[47]
- Trofonios era un prinț din Orhomenos pe care Demetra îl crescu alături de Persefona în Beoția. Educația divină l-a ajutat să devină un daimon htonic profetic după moarte.[47]

## Constelații
- Fecioara mai era numită Ceres, alternativa romană a Demetrei, sau Thycke (Fortuna)[59]
- Gemenii erau considerați Iasion și Triptolem, puși de zeiță pe cer[60]
- Boarul mai era numit Filomelos, fiul Demetrei. Carul său cu boi era reprezentat de Ursa Mare[55]
- Ofiucus sau Omul cu șarpele, a fost un rege al geților care încercă să omoare șerpii zburători ai Demetrei, vezi Carnabon, în secțiunea Diverse[56]

Fecioara
Gemenii
Boarul
Ofiucus

## În mitologie comparată
În mitologie comparată, miturile diferitelor culturi sunt comparate pentru a se descoperi paralele în dezvoltarea culturilor înrudite, în relațiile dintre entitățile cu funcții similare, în structurile narative din care fac parte, etc. Alți zei și zeițe ale agriculturii mai sunt Hathor și Isis în mitologia egipteană, Susanoo în mitologia japoneză și Zagreus, în cultul orfic.
Ca motiv, conceperea și nașterea lui Areion este similară cu relatarea mitologiei nordice despre Sleipnir, fiul lui Loki, acesta transformându-se în iapă este fugărit de un armăsar și ajunge să dea naștere unui cal cu opt picioare și abilități nemaipomenite.

## Cultul Demetrei

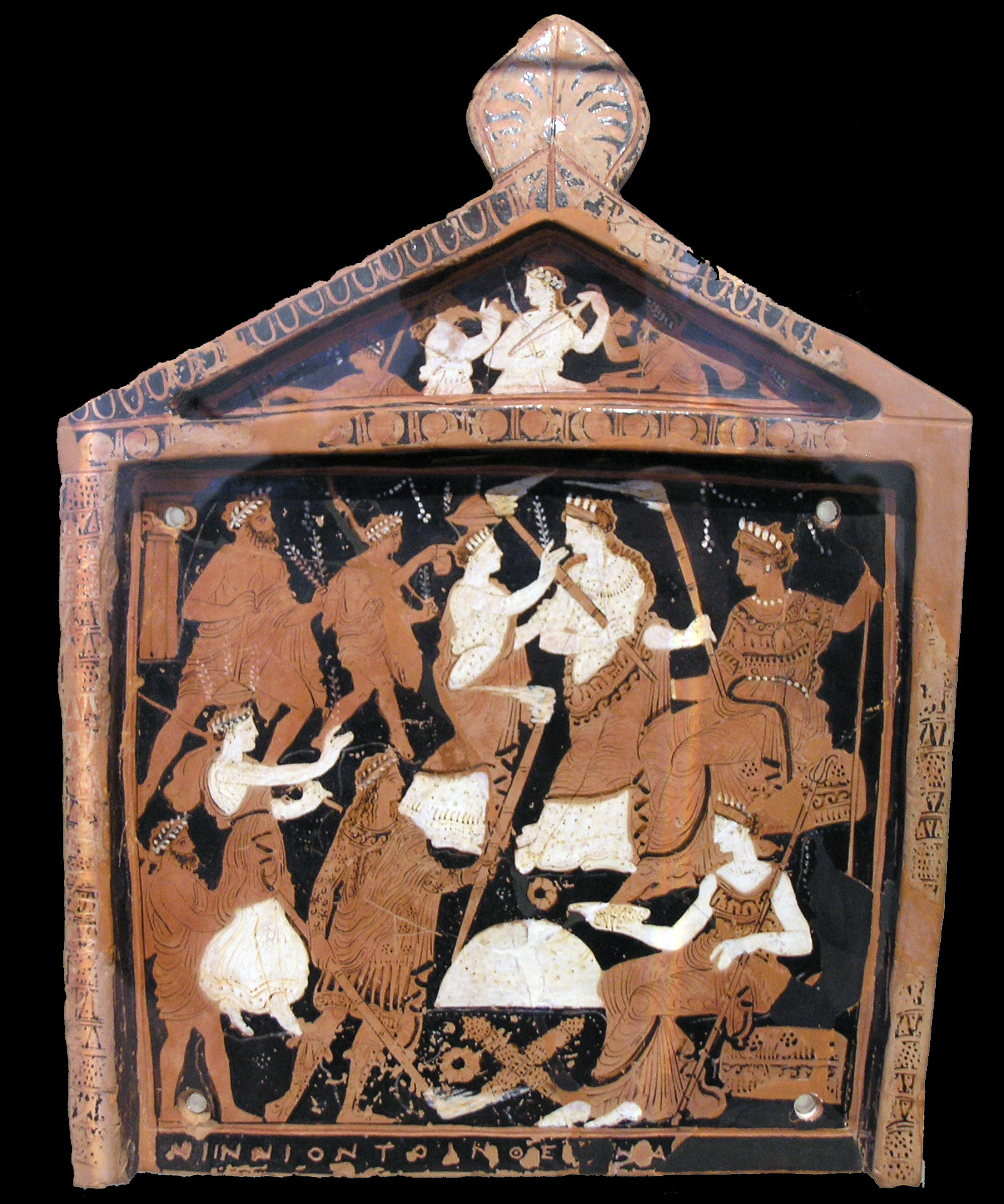
Placă votivă înfățișând misterele eleusiene

Demetra era venerată pentru agricultură, dar și în contextul festivalului Misterelor (Μυστηρια), care garantau celor inițiați o viață de apoi fericită. Într-un al treilea caz, primea rugăciuni în ipostaza ei maternă și în toate cele trei instanțe, apărea în conjuncție cu fiica ei, Persefona, cu apelativul „Zeițele”. Mitul lor stă la baza riturilor inițierii din Misterele din Eleusis. Strănuturile erau considerate un semn de la zeiță, probabil datorită asocierii cu rinita alergică (febra fânului).
Templele acesteia se numeau Demetrion (Δημητριον). De obicei, zeii erau slujiți de preoți și zeițele de preotese, dar Demetra reprezentă o excepție, având și preoți, hierophantai, și preotese, hierophantides.

### Rituri și sărbători
Participanții, erau preponderent femei, din detaliile sărbătorilor. În cazul preoților, Callimah descrie în Imn pentru Demetra pe Nicipe, o preoteasă numită de oraș, care purta într-o mână macul și pe umăr chei. În Metamorfoze, Ovidiu descrie preotul Demetrei, Ampicus, la curtea regelui etiopian Kefeu, ca având coroane albe pe frunte.
În general, primele fructe ale recoltei erau oferite zeilor: Demetra primea grânele, Dionis, strugurii, și Atena, măslinele. Conform Ovidiu, mamele făceau sacrificii îmbrăcate în alb. O astfel de sărbătoare era festivalul Thesmosforia (Θεσμοφορια) din Atena. Alt element proeminent al cultului Demetrei era sacrificiul porcilor, de asemenea proeminent în cadrul Thesmosforiei.
Misterele din Eleusis (Μυστηρια sau Ελευσινια) erau sărbătoarea principală a zeiței și avea loc în orașul Eleusina, în fiecare an. Sanctuarul de acolo se numea Eleusinion (Ελευσινιον), iar sala în care avea loc se numea Telesterion („sala de inițiere”, din greacă τελείω, a completa, a îndeplini, a consacra, a iniția). Zeițele apăreau împreună, alături de Iachos, daimonul care organiza misterele. Ceilalți participanți principali erau Hierofantul
(preotul suprem), Daducos (purtătorul făcliei), Hierokeryx (crainicul sacru) și Epibomios (preotul celebrant). Toți care sărbătoreau inițierea eleusină trebuiau să aducă un porc (χοιροσ) de sacrificat. Porcul trebuia să fie curat, iar cel care îl dădea, oferea simbolic o viață în schimbul propriei vieți. Sacrificiul este frecvent ironizat de Aristofan. De exemplu, χοιροσ era de asemenea argou pentru organele genitale feminine, o comparație pe care dramaturgul o folosește în Acarnienii; Megarianul își vinde fiicele într-un sac drept „porcușori-surpriză”. Alte Mistere ale zeiței mai aveau loc și în alte orașe: Keleia în Sikyonia (o dată la patru ani), Lerna în Argolida, Andania în Messinia, Megalopolis în Arcadia și Akakesion în Arcadia.
Thesmosforia (Θεσμοφορια), era un ritual un festival al fertilității, celebrat în multe părți din Grecia Antică, se presupune, dinainte de secolul XI î.Hr. încă din epoca de piatră. O posibilă traducere a numelui e „aducător de bunăstare”. Participau numai femei, iar bărbaților de era interzis să se uite sau să audă de ritualuri. Festivalul avea loc în Octombrie/Noiembrie și dura, în Atena, trei zile (Anodos, Nesteia și Caligeneia), între 11 și 13 (sau 12 și 14) ale lunii Pyanepsion a calendarului atenian, corespunzând cu data când grecii se apucau de plantat. Porci sacrificați fuseseră aruncați în puțuri sau cămări subterane (μέγαρα) și lăsați să se descompună pentru festival. Femeile culegeau rămășițele și le răspândeau pe câmp, pentru a aduce o recoltă bună. Această practică are două explicații în mitologie. În unele surse, când Hades o răpise pe Persefona, pământul se închisese în urma lor și înghițise porcii ciobanului Eubuleus. Alte variante susțin că Demetra nu mai găsea urmele fetei iei pentru că un grup de porci trecuseră peste ele. Principala sursă de informații este opera Dialogurile curtezanelor a lui Lucian din Samosata. Festivalul mai apare în piesa Thesmophoriazusae a lui Aristofan. Porcii erau un element proeminent al acestui ritual, ca urmare statui votive de porci din teracotă apar adesea în templele zeiței, una dintre acestea, aparținând neoliticului timpuriu (6500-5800 î.Hr.), fiind descoperită la Nea Makri, lângă Maraton.
- În orașul Atena avea loc în iarnă sărbătoarea Procharisteria, a „mulțumirilor dinainte”, o sărbătoare agricolă, unde Atena era preaslăvită alături de Demetra și Persefona.[76] Atenienii își numeau morții Demetreioi și semănau cereale pe morminte.[4]
- În orașul Hermiona, în timpul sărbătorii numită „Htonia” (Χθονια)[37][65] un grup de oameni, cu preoții în frunte, aducea vaci la templul acesteia, le închideau pe rând în templul Demetrei și acolo femei în vârstă le tăiau gâtul cu o seceră, astfel încât să cadă mereu pe aceeași parte.[77]
- În orașul Lerna avea loc sărbătoarea cu același nume. În cursul festivalului, flăcări de la templul Artemidei Pironia, pe muntele Cratis, erau aduse la templul Demetrei. La bază avea probabil un ritual pelasgic.
- Katagoge, bărbați care o conduc pe Kore, koragoi[4]

### Situri arheologice
Printre templele Demetrei, Demetrion (Δημητριον), și alte lăcașuri de cult, unele dintre cele mai cunoscute sunt:
- Templul de la Agrigento, Sicilia face parte din așa-numita Valle dei Templi (lit. „valea templelor”), care a intrat pe lista locurilor din Patrimoniul Mondial UNESCO în 1997, și ține de colonia elenă Akragas, înființată în 582 î.Hr.[78] Valle dei Templi este considerată unul dintre cele mai bune exemple de artă și arhitectură Magna Graecia.[necesită citare]
- Cripta Demetrei în Kerci, Peninsula Crimeea[79] conține numeroase fresce, datând din secolul I î.Hr.[80]
- Templul de lângă Lepreo, construit în secolul V-secolul IV î.Hr[81]
- Templul din Pergam, Provincia İzmir, coasta Egee a Anatoliei, a fost construit de regele grec Eumenes al II-lea în secolul II î.Hr.. Templul a fost parțial distrus în secolul VII d.Hr. deoarece orașul avea nevoie de materiale de construcții pentru a fortifica orașul împotriva invaziei arabe. A fost redescoperit de arheologi germani în secolul XIX care au luat intrarea vestică și au reconstituit-o la Muzeul Pergamon din Berlin (vezi pozele de alături).[82] Expoziția este momentan închisă pentru restaurări, până în 2023.[83]
- Sanctuarul din Dion, Pieria, datează din perioada arhaică. Cele două temple închinate Demetrei și lui Kore datează din secolul IV î.Hr.,[84] lămpile găsite acolo, element semnificativ al cultului Demetrei, datează din secolul V î.Hr.[85]
- Templul din Sangri pe insula Naxos, din insulele Ciclade, a fost construit în jurul anului 530 î.Hr.[86] aproape complet din marmură de Naxos și este unul dintre cele mai vechi temple ionice. Este considerat clasic, simplu și conservator ca stil. Ca formă, este atipic printre templele elene, fiind mai puțin alungit, fără o fundație propriu-zisă, categorisit drept „telesterion”. Deși este unul dintre cele mai vechi temple de marmură, construcția demonstrează o stăpânire neașteptată a principiilor de construcție relativ la alte temple de marmură din aceeași perioadă.[87]
- Sanctuarul Demetrei Maloforos din Selinunte, Sicilia, un megaron construit în secolul VII î.Hr.[88] Lămpi, asociate semnificativ cu cultul Demetrei și al lui Kore, s-au găsit acolo în număr de peste 30,000, unele nefolosite.[85]

### Răspândire geografică
Cultele zeilor mitologiei grecești sunt adesea vechi și adevărata lor întindere și popularitate este greu de determinat în zilele de azi. Ce rămâne se bazează pe mărturiile celor care trăiră atunci, printre care geografi și călători precum Strabon și Pausanias, și descoperiri arheologice, după cum urmează:
Sud-Vestul Greciei:
- SV Atica: Atena, Alimos și Prospalta, Phyla și Myrrhinus, Râul Kefisos, Faleron, Eleusis[65]
- SV Megaris: Megara[65]

Grecia de Sud:
- S Egina[65]
- S Corintia: Corint[65]
- S Sicionia: Sicion, Keleia, Phlius[65]
- S Argolida: Argos, Micene, Trezen, Eilei, vârful Buporthmus, Hermiona, Didimos, Lerna[65]
- S Lacedemon: Sparta, Amykles, Helos, Kithion, Kainepolis, Aigila.[89] Despre Aigila, se spune că femeile ar fi fost luate prin surprindere în timpul festivalului de messinianul Aristomene și luptătorii acestuia și s-ar fi apărat cu cuțitele și țepele folosite pe animale. Acesta scăpă a doua zi și vina căzu pe o preoteasă, deși aceasta negă, susținând că acesta-și arsese legăturile.[90]
- S Messinia: Messene, Andania, Okhalia[89]
- S Elida: Elida, Olimpia, Lepreo, lângă Pilos din Trifilia[89]
- S Ahea: Patras, Aegion, Bura, Pelene[89]
- S Arcadia: Megalopolis, Nestane, Mantinea, muntele Alesion, Feneos, Cleitor, Thelpusa, Basilis, Phedries, Zoetia, Akakesion, Figalia și muntele Elaios, în cinstea Demetrei Melaina, Pallantion, Tegea[89]

Grecia centrală:
- C Beoția: Teba, Scolus, Ascra, Plateea, Potniai, Mykalessuss, Anthedon, Kopai, Levadeia[57]
- C Focida: Drimaia, Stiris[57]
- C Locris de Est: Termopile[57]

Grecia de Nord:
- N Tesalia: Halos în Ftiodida[57]

Marea Egee:
- Grecia Egee Paros[57]
- GE Thasos[57]
- GE Rodos[57]

Altele:
- Lidia: Efes[57]
- Caria: Mikale, Milet, Triopium[57]
- Sciția: Borysthenitae[57]
- Cipru[57]
- Sicilia: Siracuza, Gela, Enna sau Henna[57]
- Bruttium: Hipponium, Locri Epizefirii[57]
- Sudul Angliei[57]
- Locație necunoscută: Abyssos[57]

### Neopăgânism (sec. XX)
În secolul XX a pornit în Europa și în Statele Unite ale Americii o mișcare culturală către regăsirea religiilor și valorilor trecutului, cunoscută sub termenul generic „neopăgânism”. Elenismul sau neopăgânismul grec venerează panteonul grecesc.
O altă religie neopăgână, Wicca este o religie decentralizată care venerarează zeități din diverse mitologii, în conjuncție cu magia. A apărut în a doua jumătate a secolului XX în Statele Unite și Ungaria. Demetra este venerată ca un aspect al zeiței principale.

## În artă și ficțiune

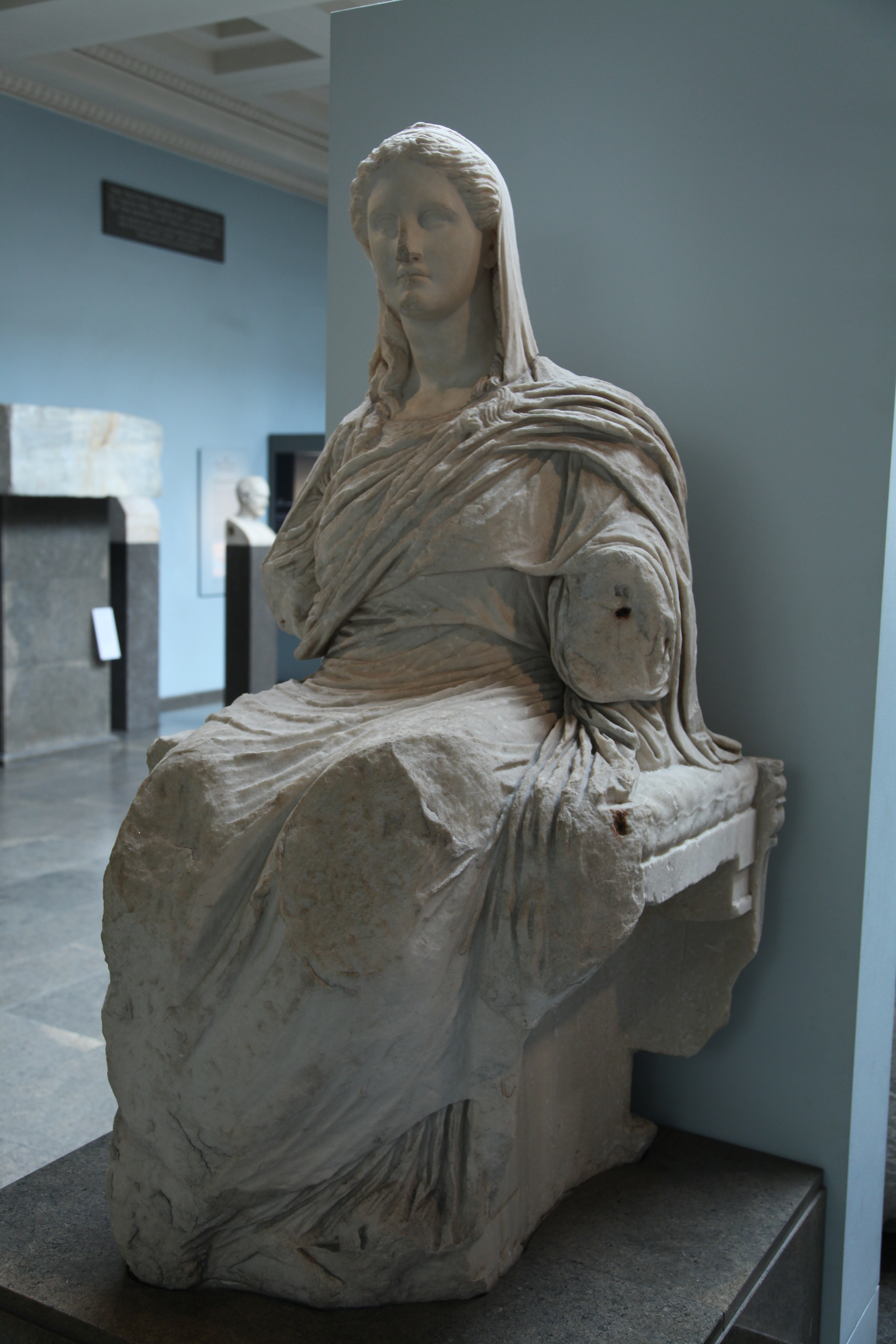
Demetra din Cnidos (circa 340 î.Hr., acum în Londra)

Pentru reprezentări ale lui Ceres, vezi Ceres în artă și ficțiune
Demetra începe să apară pe vasele grecești în mijlocul secolului al șaselea î.Hr. Fie așezată, fie în picioare, îmbrăcată, aceasta uneori ține o torță, referire la căutarea Persefonei. Apare de două ori pe sculpturile Partenonului: pe frontonul de est ea și Persefona așteaptă vestea nașterii Atenei și pe partea de est a frizei este așezată între Dionis și Ares, ținând o torță. Începe să apară în picturi pe lut roșu încă din 440 î.Hr. adesea alături de Persefona.
Pausanias menționează o statuie a Demetrei Melaina, în Figalia, a faimosului sculptorul grec Onatas (sec. V î.Hr.), acum pierdută. Una dintre cele mai cunoscute reprezentări este statuia Demetrei (c. 340 î.Hr.) din templul ei din Cnidos, oraș portuar antic din Caria. Demeter apare adesea așezată.
- O schiță în ulei de Rubens, Uniunea pământului și a apei (1615, acum în Cambridge, Massachusetts: pictura finală este în St. Petersburg), reprezintă rodnicia pământului și a mării printr-o alegorie a mitului unirii lui Poseidon cu Demetra.[8]
- Sculptura abstractă a lui Jean Arp, a cărui Demetra de marmură (1960) exprimă prin curbele sale de exagerate fertilitatea reînnoită care este descrisă la sfârșitul Imnului homeric pentru Demetra.[8]
- Demetra de David Sharpe (1982, locația prezentă necunoscută)[8]

### Benzi desenate și cărți
Pentru rolurile lui Ceres, vezi Ceres în cărți și benzi desenate
Demetra apare ca personaj în cărți de fantezie cu tangențe mitologice, precum Goddess of Spring a lui P. C. Cast și seriile Percy Jackson și Olimpienii și Eroii Olimpului de Rick Riordan. În Dracula de Bram Stoker (1898) nava Demetra cade sub influența personajului eponim.
Unul dintre cei doi lideri pe piața americană de benzi desenate, Marvel Comics, ca urmare a succesului personajelor Thor și Loki, a căutat să reintroducă și alte mitologii. Așadar, în 1965, Stan Lee și Jack Kirby au prezentat Olimpienii, personaje bazate pe zeii grecești olimpieni, printre care Demetra, în Journey into Mystery Annual #1. Principalul rival Marvel, DC Comics, a introdus propria versiune a zeiței, creată de Don Heck, care a apărut pentru prima dată în Noiembrie 1985 în revista Wonder Woman („Femeia fantastică”) #328. Apare în seriile DanMachi, Familia Chronicle și Sword Oratoria ale desenatorului japonez Oomori Fujino. În anime este jucată de Sakurai Harumi în japoeză și Kelly Manison în engleză.
În 2013, autoarea americană Becky Cloonan a publicat Demetra, o bandă desenată de un volum a cărui intrigă întunecată se bazează vag pe mitul zeiței. A fost foarte bine primită de critici.

### Film și televiziune
Pentru rolurile lui Ceres, vezi Ceres în film și televiziune

Demetra a fost reprezentată de numeroase ori în film și televiziune, printre care:
- 1963: Conquest of Mycene, Rosalba Neri[99]
- 1995: Hercules: The Legendary Journeys, episodul The Other Side, Sarah Wilson[99]
- 1998: Hercules, episodul Hercules and the King for a Day, Florence Henderson[99]
- 1998: Mythic Warriors: Guardians of the Legend, episodul Persephone and the Winter Seeds, Linda Sorensen[99]
- 2004: Q. Pidd, Jessica Minton[99]
- 2004: Le Dieu Saturne, Christelle Prot[99]
- 2004: Spartacus (TV), Jane Thorne[99]
- 2005: Rome, episodul Stealing from Saturn, Francesca Romana Coluzzi[99]
- 2008: Persephone, Carole McCurdy[99]
- 2010: Percy Jackson și Olimpienii: Hoțul Fulgerului, Stefanie von Pfetten[99]
- 2010: Înfruntarea titanilor, Charlotte Comer[99]
- 2011: Saturday Night Live, episodul Charlie Day/Maroon 5, Bobby Moynihan[99]
- 2011: Siren: Dreamscape, Maria Di Angelis[99]
- 2012: Iolanta/Perséphone (TV), Chumvan Sodhachivy[99]
- 2012: The Parthenon Project, Kristen Herdman[99]
- 2012: Persephone, Melissa Leo[99]
- 2013: Hercules: The Brave and the Bold, Allison Engelage[99]
- 2013: Gods Behaving Badly, Phylicia Rashad[99]
- 2013: Persephone, Linda Donnell[99]
- 2014: The Mundane Goddess, Carolyn Hennesy[99]
- 2005-2017: For the Love of Zeus, Karen Ann Martino[99]

### Jocuri video
Demetra a apărut în King's Quest VII: The Princeless Bride (1994, Carol Bach y Rita) și Pandora's Tower (2011, Mamiko Noto). În versiunea italiană a seriei Pokemon, personajul Momi (モミ) poartă numele zeiței (2007).

## Altele
- În agricultură, Demeter International este o cea mai veche organizație de certificare în domeniul agriculturii biodinamice existentă cu cele mai severe standarde în industrie[14]
- În astronomie, asteroidul 1108 Demeter din centura principală, descoperit în 1929, este numit după zeiță.[13]
- Demeter Fragrance Library este o companie de parfumuri din New York[101]
- În informatică, așa numita lege a lui Demeter, cu privire la vizualizarea cuplajelor[15]
- În ingineria aerospațială, DEMETER a fost un micro-satelit francez lansat în 2004 de CNES cu scopul de a studia activitatea seismică și vulcanii, până în 2010.[102]
- USS Demeter a fost o navă americană.[103]